# Арсений (Яковенко)
Митрополи́т Арсе́ний (в миру Игорь Фёдорович Яковенко; 21 июня 1968, посёлок Поросозеро, Суоярвский район, Карельская АССР) — епископ Украинской православной церкви,  митрополит Святогорский, викарий Киевской епархии, наместник Святогорской лавры (с 20 января 1995).

## Биография
Родился в семье железнодорожника.
В 1969 году его родители переехали на родину отца в село Лиски Лискинского района Воронежской области, где и он жил до совершеннолетия, получив образование в сельской средней школе. По её окончании, в 1985 году поступил в Воронежский сельскохозяйственный институт на агрономический факультет.
По окончании первого курса в 1986 году был призван в армию и с июня 1986 года по май 1988 года проходил службу в Горьковской области. В это же время он посещал храм Казанской Божией Матери в городе Гороховец, где духовно сблизился с протоиереем Вениамином, по благословению которого по окончании службы забрал документы из института и с октября 1988 года по июль 1989 года был чтецом кафедрального собора Покрова Божией Матери города Воронеж.
В августе 1989 года поступил в Московскую духовную семинарию, в которой учился по 1992 год.
12 июля 1992 года был рукоположен в сан диакона епископом Донецким Алипием (Погребняком) в Петропавловском храме города Красный Лиман Донецкой епархии.
25 июля 1992 года был рукоположён в сан иерея в Свято-Николаевском храме города Ясиноватая Донецкой области.
21 августа того же года был пострижен в мантию с именем в честь преподобного Арсения Великого. Постриг совершён в храме святителя Василия Великого села Никольское Волновахского района епископом Алипием (восприемником был Зосима (Сокур). С того же числа определен вторым священником к Петропавловскому храму города Красный Лиман Донецкой области.
6 мая 1993 года был переведён в число братии новооткрытого Святогорского монастыря, назначен на должность благочинного.
20 января 1995 года назначен наместником Святогорского монастыря с возведением в сан игумена и вручением жезла.
В том же 1995 году к празднику святой Пасхи возведён в сан архимандрита.
10 ноября 2005 года постановлением Священного Синода Украинской Православной Церкви определено быть епископом Святогорским, викарием Горловской епархии.
5 декабря 2005 года был хиротонисан во епископа Святогорского, викария Горловской епархии. Хиротонию в Свято-Успенском соборе Свято-Успенской Святогорской Лавры возглавил митрополит Киевский и всея Украины Владимир (Сабодан). Ему сослужили: митрополиты Днепропетровский и Павлоградский Ириней (Середний), Донецкий и Мариупольский Иларион (Шукало); архиепископ Вышгородский Павел (Лебедь); епископы Алипий (Погребняк), Криворожский и Никопольский Ефрем (Кицай), Черниговский и Нежинский Амвросий (Поликопа) и Васильковский Лука (Коваленко).
С 24 января 2007 года он стал викарием Донецкой епархии.
19 декабря 2010 года возведён в сан архиепископа.
17 августа 2015 года возведён в сан митрополита.
25 сентября 2023 года назначен викарием Киевской митрополии с сохранением прежнего титула.
24 апреля 2024 года задержан представителями СБУ, сообщено о подозрении по ч. 2 ст. 114-2 УК Украины (распространение информации о перемещении, движении или расположении ВСУ, при возможности их идентификации на местности).

## Награды
- Орден «За заслуги» (Украина) III степени
- Орден святого равноапостольного князя Владимира (УПЦ МП) ІІ и III степени
- Орден Рождества Христова I степени (УПЦ МП).
- Орден преподобного Серафима Саровского  III степени (2018 год) [4]